# Helen Jacobs
Helen Hull Jacobs, ameriška tenisačica, * 6. avgust 1908, Globe, Arizona, ZDA, † 2. junij, 1997, Globe, Arizona, ZDA.
Helen Jacobs je v posamični konkurenci štirikrat zapored osvojila turnir za Nacionalno prvenstvo ZDA, v letih 1932, 1933, 1934 in 1935, še štirikrat je zaigrala v finalu. Osvojila je tudi turnir za Prvenstvo Anglije leta 1936, še petkrat je zaigrala v finalu. Na turnirjih za Amatersko prvenstvo Francije se je dvakrat uvrstila v finale, v letih 1930 in 1934. Skupno je tako odigral šestnajst finalnih dvobojev, od tega jih je pet dobila in enajst izgubila. Šestkrat jo je premagala Helen Wills, trikrat pa Alice Marble. Nacionalno prvenstvo ZDA je osvojila tudi v konkurenci ženskih dvojic, v letih 1932, 1934 in 1935, ter mešanih dvojic leta 1934. V konkurenci ženskih dvojic se je uvrstila še v finale turnirjev za Amatersko prvenstvo Francije leta 1934 ter Prvenstva Anglije v letih 1932, 1936 in 1939. Leta 1962 je bila sprejeta v Mednarodni teniški hram slavnih.

## Finali Grand Slamov

### Posamično (16)

#### Zmage (5)
| Leto | Turnir                       | Nasprotnica v finalu | Rezultat finala      |
| 1932 | Nacionalno prvenstvo ZDA     | Carolin Babcock      | 6–2, 6–2             |
| 1933 | Nacionalno prvenstvo ZDA (2) | Helen Wills          | 8–6, 3–6, 3–0, pred. |
| 1934 | Nacionalno prvenstvo ZDA (3) | Sarah Palfrey        | 6–1, 6–4             |
| 1935 | Nacionalno prvenstvo ZDA (4) | Sarah Palfrey        | 6–2, 6–4             |
| 1936 | Prvenstvo Anglije            | Hilde Krahwinkel     | 6–2, 4–6, 7–5        |

#### Porazi (11)
| Leto | Turnir                           | Nasprotnica v finalu | Rezultat finala |
| 1928 | Nacionalno prvenstvo ZDA         | Helen Wills          | 6–2, 6–1        |
| 1929 | Prvenstvo Anglije                | Helen Wills          | 6–1, 6–2        |
| 1930 | Amatersko prvenstvo Francije     | Helen Wills          | 6–2, 6–1        |
| 1932 | Prvenstvo Anglije (2)            | Helen Wills          | 6–3, 6–1        |
| 1934 | Amatersko prvenstvo Francije (2) | Margaret Scriven     | 7–5, 4–6, 6–1   |
| 1934 | Prvenstvo Anglije (3)            | Dorothy Round        | 6–2, 5–7, 6–3   |
| 1935 | Prvenstvo Anglije (4)            | Helen Wills          | 6–3, 3–6, 7–5   |
| 1936 | Nacionalno prvenstvo ZDA (2)     | Alice Marble         | 4–6, 6–3, 6–2   |
| 1938 | Prvenstvo Anglije (5)            | Helen Wills          | 6–4, 6–0        |
| 1939 | Nacionalno prvenstvo ZDA (3)     | Alice Marble         | 6–0, 8–10, 6–4  |
| 1940 | Nacionalno prvenstvo ZDA (4)     | Alice Marble         | 6–2, 6–3        |